# Mount Block, Antarktis
Mount Block är ett berg i Antarktis. Det ligger i Östantarktis. Nya Zeeland gör anspråk på området. Toppen på Mount Block är 2 700 meter över havet.
Terrängen runt Mount Block är en högslätt. Trakten är obefolkad. Det finns inga samhällen i närheten.